# Batrachotetrix peringueyi
Batrachotetrix peringueyi is een rechtvleugelig insect uit de familie Pamphagidae. De wetenschappelijke naam van deze soort is voor het eerst geldig gepubliceerd in 1888 door Saussure.